# Louise-Félicité de Kéralio

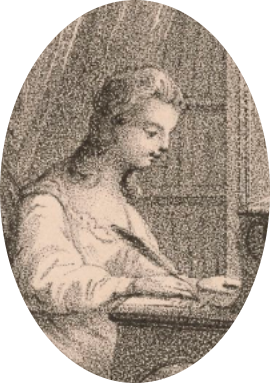
Louise-Félicité de Kéralio

Louise-Félicité de Kéralio, född 1757, död 1821, var en fransk författare och tidningsredaktör.
Louise-Félicité de Kéralio tillhörde lågadeln som dotter till en lägre tjänsteman vid det kungliga hovet, Louis-Félix Guynement de Kéralio, som var lärare till en prins, och översättaren Françoise Abeille de Keralio.
Hon debuterade som översättare 1772, och översatte italienska och engelska verk till franska. Mellan 1786 och 1789 var hon redaktör för samlingsverket Collection des meilleurs ouvrages François composés par des femmes, som publicerade verk av kvinnliga författare. 
Hon blev den första och enda kvinnliga ledamoten i Akademin i Arras, Académie des sciences, lettres et arts d'Arras (1787). 
1789 grundade hon en politisk tidskrift i Paris Journal d’État et du Citoyen. Hon har traditionellt kallats för den första kvinnliga tidningsredaktören i Frankrike, och även om detta i realiteten inte är sant, har hon betraktats som en förebild. Hon deltog i den offentliga debatten under franska revolutionen. Hon försvarade utan framgång kvinnors rättigheter mot tanken att kvinnor i det framtida samhället skulle bli "passiva medborgare" utan rösträtt. 
Hon gifte sig 1790 med politikern Pierre-François-Joseph Robert, justitieminister Dantons sekreterare. Hon var medlem i både Société fraternelle des patriotes de l'un et l'autre sexe och Cordelierklubben. Efter flykten till Varennes lät hon och hennes make utge det cirkulär som förklarade att monarken genom sin flykt hade svikit konstitutionen, och att trohetseden mot honom därför var upphävd. 
Efter de hundra dagarna och den bourbonska restaurationen 1815 följde hon sin make till Bryssel, dit han tvingades fly eftersom han röstat för kungens avrättning under revolutionen. De levde sedan i Bryssel, där maken försörjde dem som köpman. 